# Sandy Hook (Kentucky)
Pour les articles homonymes, voir Sandy Hook.
La ville américaine de Sandy Hook est le siège du comté d'Elliott, dans l'État du Kentucky. Sa population s'élevait à 675 habitants lors du recensement de 2010.

## Source
- (en) Cet article est partiellement ou en totalité issu de l’article de Wikipédia en anglais intitulé « Sandy Hook, Kentucky » (voir la liste des auteurs).